# 탁류 (드라마)
《탁류》(영어: The Murky Stream)는 디즈니+에서 2025년 방영 예정인 대한민국의 액션 사극 드라마이다.

## 기획의도
조선 물류, 경제의 중심지인 한강 마포나루에서 왈패로 시작한 한 남자가 몸 하나로 조선의 전설이 되는 이야기를 그린 픽션 역사극

## 등장인물

### 주요 인물
- 로운 : 장시율 역 - 과거를 감추고 마포 나루터의 왈패가 된 남자
- 신예은 : 최은 역 - 조선 최고의 상단을 이끄는 장사꾼이자, 이치에 밝고 정의로운 인물.
- 박서함 : 정천 역 - 청렴한 관리를 꿈꾸며 부정부패를 처단하는 포도청 관리
- 박지환 : 무덕 역 - 호랑이 같은 욕심과 여우 같은 머리, 뱀 같은 혀를 가진 인물.

### 주변 인물
- 김동원
- 전배수 : 강행수 역 - 한양 상단의 행수
- 최귀화 : 이돌개 역 - 포도청 종사관
- 최영우 : 마포나루 왈패의 엄지
- 안승균
- 최원영 : 대호군 역 - 소호 옹주의 숙부이자 조선을 바꾸기 위해 마음 속에 큰 뜻을 품은 인물
- 박정표
- 윤대열